# Squadra (sport)

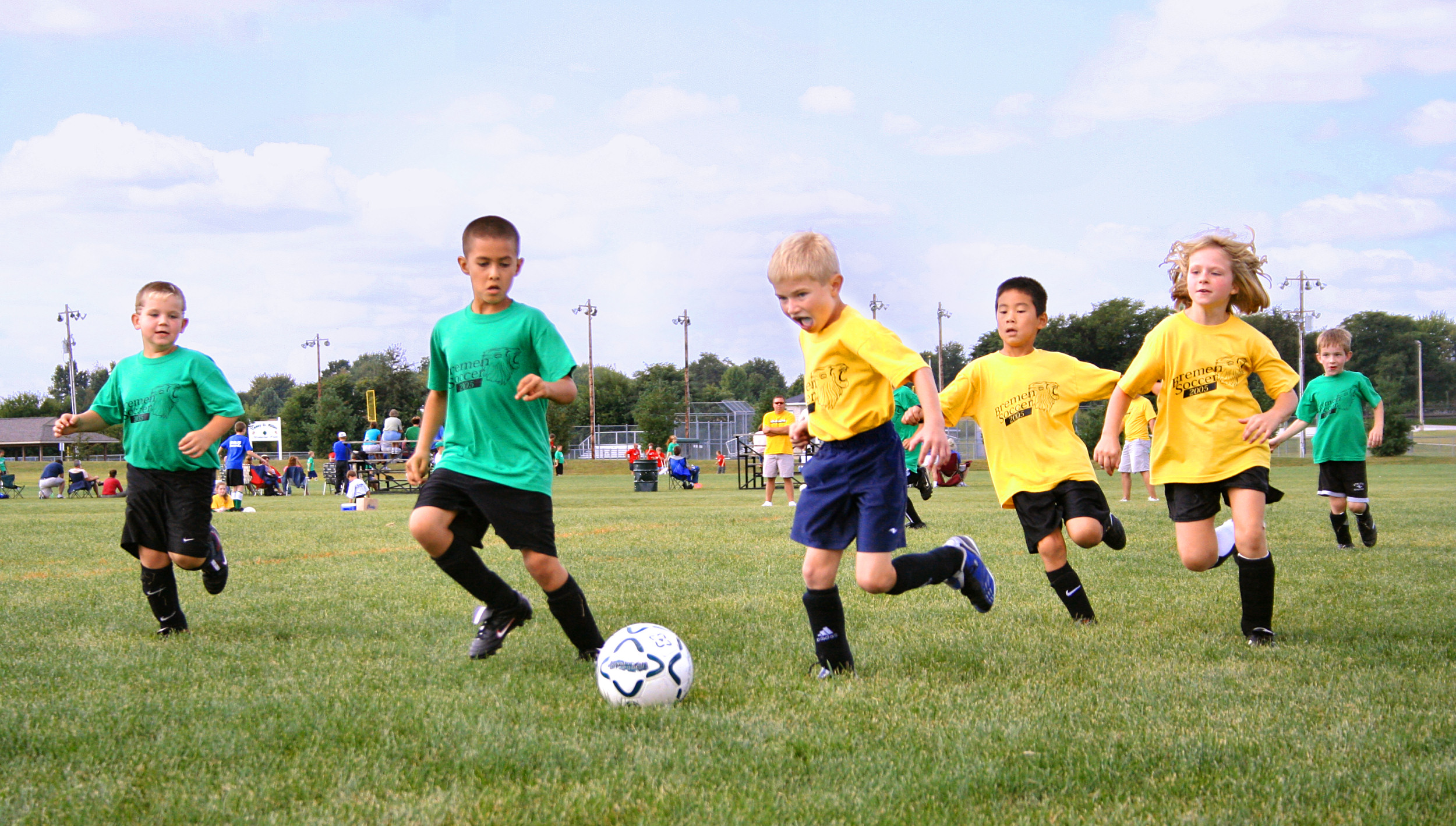
Due squadre, gialla e verde, si sfidano in una partita di calcio

Nello sport una squadra è un gruppo di atleti che costituiscono un insieme unitario in rappresentanza di un circolo, una società o una federazione nazionale. Il termine non è usato solo nelle discipline dette appunto di squadra perché disputate da un collettivo, ma anche negli sport individuali laddove gli atleti siano comunque espressione di un sodalizio o di una nazione.

## Composizione
Le persone che compongono una squadra sono divise in più reparti:
- staff tecnico: comprende le figure che si occupano dell'allenamento, come preparatori e medici;[2]
- area amministrativa: vi rientrano le figure con incarichi manageriali o amministrativi (presidente, dirigenti)[3][Queste sono funzioni societarie che riguardano il club di cui la squadra fa parte, non la squadra]
- rosa: ne fanno parte gli atleti - tra cui va nominato un capitano (il quale vanta funzioni di rappresentanza)[non è sempre necessario, e alcuni sport hanno il capitano non giocatore] - e l'allenatore, nonché il suo eventuale secondo (viceallenatore)[anche qui, non è necessariamente vero: non esiste obbligo di presentare un allenatore].[4] Oltre alla «prima squadra», possono essere presenti una seconda formazione e un reparto giovanile.[5] Ad una rosa possono venire imposti vincoli numerici per la composizione, ad esempio un tetto massimo di atleti oppure la presenza obbligatoria di una categoria (atleti nazionali, o provenienti dal settore giovanile).[6][7] In inglese è spesso usata l'espressione «roster», soprattutto negli sport nordamericani, per riferirsi alla rosa.[1]

Per essere riconosciuta come ufficiale, una squadra necessita dell'apposito riconoscimento da parte della federazione di riferimento. L'ente stesso concede il permesso di partecipare alle competizioni ufficiali, riservandosi quando necessario (per esempio in caso di fallimento) la possibilità di escludere la squadra da una manifestazione. Qualora una squadra non abbia carattere professionistico ma amatoriale, essa è un'associazione sportiva dilettantistica.
Sebbene gli aspetti sopra illustrati si riferiscano alle discipline collettive, è possibile formare una squadra anche per sport individuali: ciò avviene, in particolare, per eventi internazionali.

## Squadra di club
La squadra di club (o semplicemente «club») può far parte di una polisportiva, ma deve necessariamente risultare iscritta alla federazione competente.

## Squadra nazionale
La squadra nazionale è invece la rappresentativa della federazione nazionale (generalmente di un Paese sovrano salvo eccezioni storiche) e il suo allenatore, di nomina federale, è chiamato commissario tecnico.
Se alla nazionale viene imposto un limite basato sull'età anagrafica degli atleti, essa è chiamata giovanile.